# Чадаколобский сельсовет
Чадаколобский сельсовет — административно-территориальная единица и муниципальное образование со статусом сельского поселения в Тляратинском районе Дагестана Российской Федерации.
Административный центр — село Чадаколоб.

## Население
| 2002 | 2010 | 2012 | 2013 | 2014  | 2015  | 2016  |
| ---- | ---- | ---- | ---- | ----- | ----- | ----- |
| 1046 | ↘714 | →714 | ↘700 | →700  | ↗705  | ↘701  |
| 2017 | 2018 | 2019 | 2020 | 2021  | 2023  | 2024  |
| ↗711 | ↗718 | ↘706 | ↗720 | ↗1005 | ↗1017 | ↗1022 |

## Состав
| № | Населённый пункт | Тип населённого пункта       | Население |
| - | ---------------- | ---------------------------- | --------- |
| 1 | Анцух            | село                         | ↗247      |
| 2 | Кабасида         | село                         | ↘0        |
| 3 | Катросо          | село                         | ↗123      |
| 4 | Мачар            | село                         | ↗109      |
| 5 | Сараф            | село                         | ↗148      |
| 6 | Чадаколоб        | село, административный центр | ↗260      |
| 7 | Чодода           | село                         | ↘118      |